# Hauptabschnittsbootsmann
Ein Hauptabschnittsbootsmann (HAB) unterstützt den Hauptabschnittsleiter (HAL) bei der administrativen Verwaltung des Hauptabschnitts an Bord eines Schiffes der Deutschen Marine und ist dabei gleichzeitig Ansprechpartner des Schiffswachtmeisters. Diese Aufgabe wird in der Regel als Nebenaufgabe durch einen Bootsmann des Hauptabschnitts übernommen.
Im Rahmen von Musterungen meldet er dem HAL die Vollzähligkeit des Hauptabschnitts. Zusätzlich überwacht er die Ordnung und Sauberkeit im zuständigen Bereich und teilt die Soldaten zum Reinschiff ein.